# Rivière des Aulnes (rivière du Bic)
Pour les articles homonymes, voir Aulne (homonymie).
La rivière des Aulnes coule dans la région administrative du Bas-Saint-Laurent, au Québec, au Canada et traverse successivement les municipalités régionales de comté de :
- MRC Les Basques : municipalité de Saint-Mathieu-de-Rioux ;
- MRC Rimouski-Neigette : municipalité de Saint-Eugène-de-Ladrière.

La rivière des Aulnes est un affluent de la rive nord-est de la rivière du Bic, laquelle coule vers le nord-est jusqu'au littoral sud-est du fleuve Saint-Laurent ; cette dernière se déverse dans la ville de Rimouski.

## Géographie
La rivière des Aulnes prend sa source à l'embouchure du "Lac du Cinquième" (longueur : 2,0 km ; altitude : 254 m) situé dans le 5e rang dans la municipalité de Saint-Mathieu-de-Rioux, dans les monts Notre-Dame. L'embouchure du lac est située au centre de la rive Nord-Ouest.
Cette source est située à 9,8 km au sud-est du littoral sud-est de l'estuaire du Saint-Laurent, à 11,6 km au sud-ouest du centre du village de Saint-Fabien, à 10,7 km au sud-ouest du centre du village de Saint-Eugène-de-Ladrière, à 5,6 km à l'est du centre du village de Saint-Mathieu-de-Rioux.
La rivière descend vers le nord-est surtout en milieu forestier en suivant les plis appalachiens jusqu'à sa confluence. Le cours de la rivière est plus ou moins en parallèle avec la rivière du Bic (située du côté sud) ainsi que les autres rivières situées plus au nord jusqu'au littoral sud-est de l'estuaire du Saint-Laurent.
La rivière des Aulnes coule sur 11,4 km répartis selon les segments suivants :
- 2,0 km vers le nord-est en zone forestière dans Saint-Mathieu-de-Rioux, jusqu'à la confluence de la décharge (venant de l'ouest) du "Lac du Quatrième" ;
- 1,5 km vers le nord-est, jusqu'à la limite de Saint-Eugène-de-Ladrière ;
- 7,9 km vers le nord, jusqu'à sa confluence[3].

La rivière des Aulnes se déverse sur la rive nord-ouest de la rivière du Bic. Cette confluence est située à 0,4 km au nord du centre du village de Saint-Eugène-de-Ladrière et à 8,6 km au sud-est du littoral sud-est de l'estuaire du Saint-Laurent.

## Toponymie
Le toponyme « rivière des Aulnes » a été officialisé le 29 octobre 1979 à la Commission de toponymie du Québec